# Villa Ehret
La Villa Ehret est une villa se situant en Alsace, sur le territoire de la commune de Natzwiller dans le Bas-Rhin. La villa fait partie du Camp de concentration de Natzwiller-Struthof dont elle était la Kommandantur (siège du commandement du camp).

## Histoire
Dès le dernier quart du XIXe siècle, le site du Struthof était très fréquenté par les randonneurs en été et les pratiquants de sports d'hiver. En patois, on appelait l'endroit également « Zubring » ou « Zybrink », (Aux Genêts), nom qui fut donné à la villa par son propriétaire. Le lieu-dit « Tête des Genêts », d'où partaient les pistes de luge et de ski, fut par la suite retenu pour l'implantation du camp de concentration. La villa fut construite en 1911 pour un banquier strasbourgeois du nom d'Albert Ehret (créateur de la société alsacienne de banque , Sogenal). La piscine attenante a été aménagée en 1931. 
En 1941, la villa fut réquisitionnée. Située à proximité de l'entrée du futur camp et en bordure du chemin de liaison entre le camp-bas et celui des détenus, la villa possédait tous les critères pour être utilisée comme poste de commandement du camp. Les anciennes photos permettent de se rendre compte de la totale nudité des lieux entre le camp du haut, la villa Ehret et le camp du bas (hôtel et annexes). 
La surveillance de tous les mouvements pouvait donc parfaitement s'exercer, notamment depuis la villa. Le bâtiment resta toujours à l'extérieur de la clôture du camp des détenus. Plusieurs bureaux, un étage de dortoir, et un centre de communications radio y furent aménagés. Le service du poste était composé de six gradés SS dont trois femmes SS pour le service téléphonique et dactylographique. Le 3e commandant du camp, Josef Kramer, y occupait un logement pendant ses fonctions au camp entre octobre 1942 et mars 1944. 
Le 3 novembre 2011, la villa est classée au titre des monuments historiques.

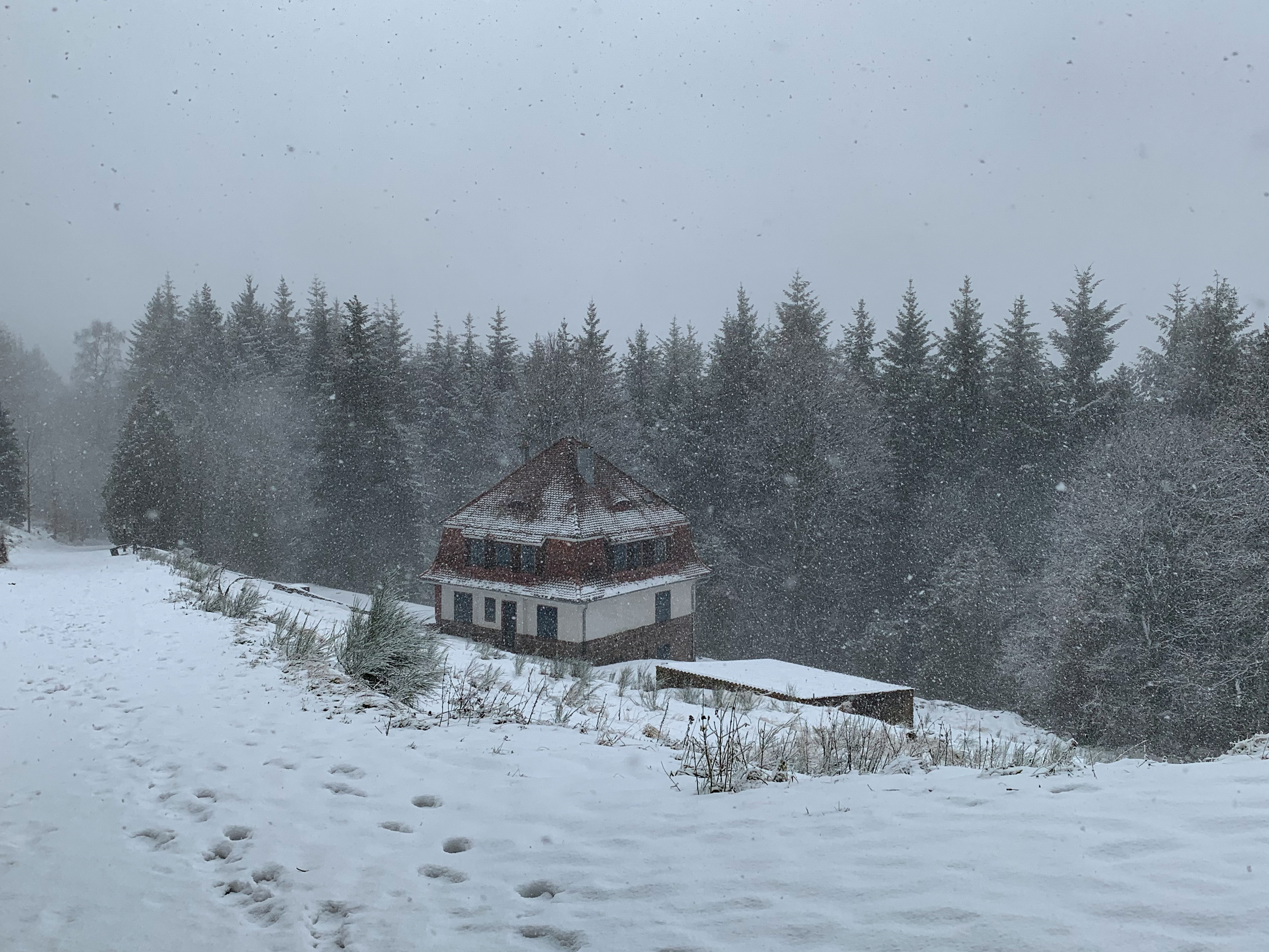
En hiver

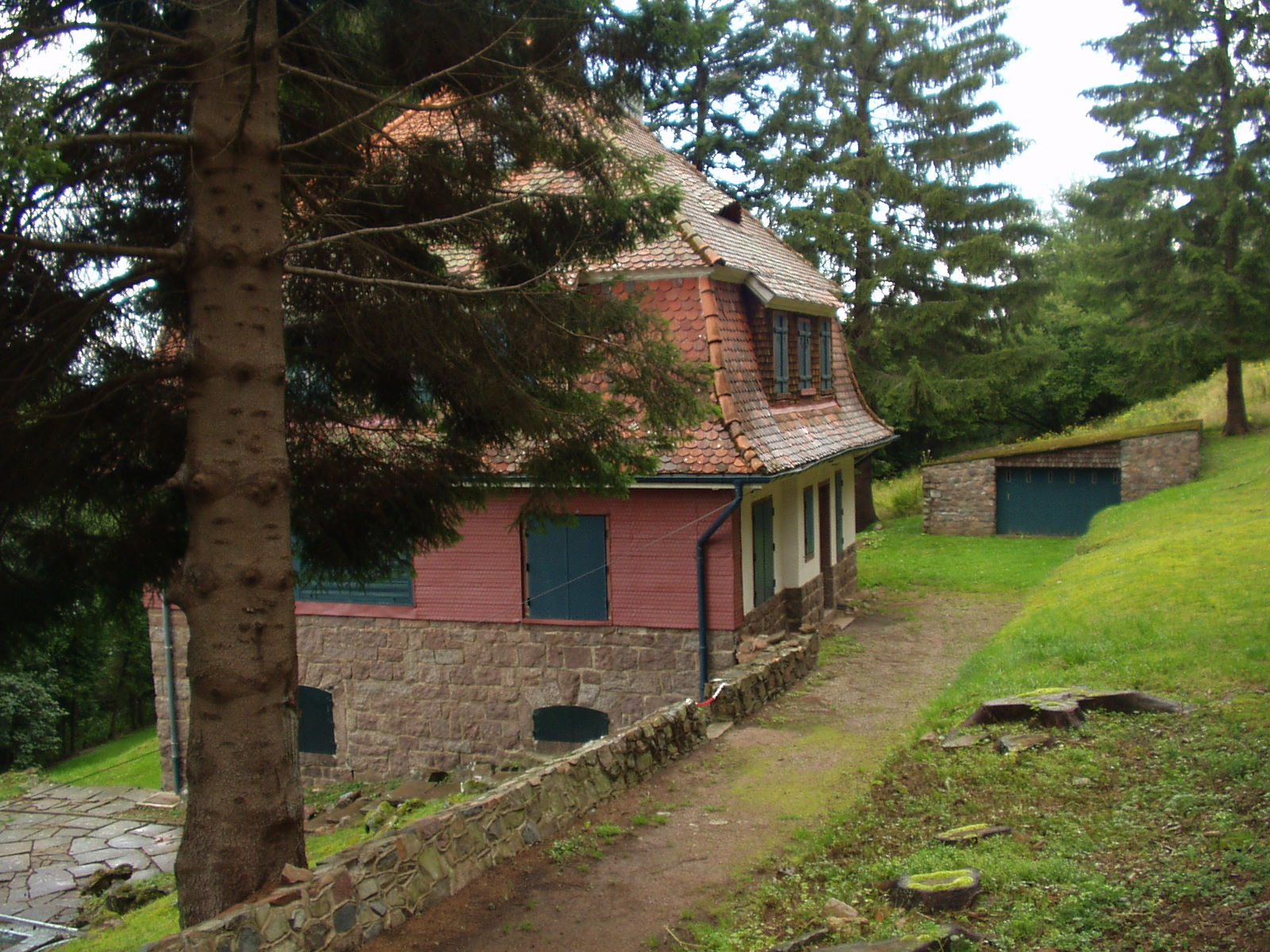
La villa vue de l'Ouest. On distingue en bas à gauche la piscine

## Description de la villa
La villa est construite de type « néo-régionaliste », utilisant des matériaux censés évoquer une certaine rusticité, comme les pierres de grès traitées en "façon rustique", les tavaillons de bois ou la couverture en tuile plate traditionnelle dite "Biberschwantz". Installée sur un versant à forte pente, la villa a son entrée par le mur-gouttereau sud, seule façade accessible de plain-pied. Les façades ouest et nord du rez-de-chaussée surélevé sont recouvertes d'un essentage en plaques de tôles aux motifs d'écailles pressées. 
La piscine en béton offre une surface au sol quasi équivalente à celle de la villa. De plan rectangulaire, orientée d'Est en Ouest, elle se présente dans le prolongement visuel des grandes baies du salon du rez-de-chaussée. Cinq degrés d'un escalier faisant toute la largeur de la structure permettent d'accéder au bas de la piscine qui s'enfonce progressivement jusqu'à près de 2,50 m environ à son extrémité Ouest. A la surface du sol, le pourtour est pourvu d'une large rigole de débordement. Il subsiste encore la tuyauterie d'amenée de l'eau, ainsi que le système de siphon et de bouchage du fond de la piscine.
Tout le tour de cette piscine était en fait une rigole en escargot, l'eau se chauffait ainsi par le soleil et venait à réchauffer la piscine, un système ingénieux pour l'époque .

## La villa dans la littérature
La villa a fait l'objet en 2022 d'un roman, La villa des Genêts d'or, basé sur des faits historique, dont l'autrice est l'historienne Frédérique Neau-Dufour, qui fut aussi pendant 10 ans la directrice du centre européen du résistant déporté sur le site du Struthof.